# District de Nanjō
Le district de Nanjō (南条郡, Nanjō-gun) est un district de la préfecture de Fukui au Japon.
Selon l'estimation du 1er décembre 2011, sa population était de 11 357 habitants pour une superficie de 343,84 km2, donnant ainsi une densité de population de 33 hab./km2.

## Municipalité du district
- Minamiechizen